# Ютаза (село)
Ютаза (тат. Ютазы, Yutazı) — село в Ютазинском районе Республики Татарстан. Административный центр Ютазинского сельского поселения.

## География
Находится в Восточном Закамье, в лесостепной зоне, в пределах Бугульминско-Белебеевской возвышенности, на берегах реки Ютазы.
Расположение относительно районного центра — посёлка городского типа Уруссу — 18 километров к западу. Абсолютная высота — 142 метра над уровнем моря.

### Климат
Климат характеризуются как умеренно континентальный, с продолжительной умеренно холодной зимой и тёплым коротким летом. Среднегодовая температура воздуха составляет 3,2 °С. Средняя температура воздуха самого холодного месяца (января) — −12 °C; самого тёплого месяца (июля) — 18,7 °C. Среднегодовое количество атмосферных осадков составляет 528 мм, из которых более 70 % выпадает в период с апреля по октябрь.

### Часовой пояс
Село Ютаза, как и весь Татарстан, находится в часовой зоне МСК (московское время). Смещение применяемого времени относительно UTC составляет +3:00.

## История
Основано в 1912 году.
С момента образования находилось в Сумароковской волости Бугульминского уезда Самарской губернии. С 1920 года в составе Бугульминского кантона ТАССР. С 10 августа 1930 года в Бавлинском, с 10 февраля 1935 года центр Ютазинского района, с 28 февраля 1958 года центр района перенесён в Уруссу, с 1 февраля 1963 года в Бугульминском, с 12 января 1965 года в Бавлинском, с 6 апреля 1991 года в Ютазинском районах.

## Население
| 1926 | 1938 | 1949 | 1958 | 1970 | 1979 | 1989 | 2002 | 2010 |
| ---- | ---- | ---- | ---- | ---- | ---- | ---- | ---- | ---- |
| 67   | 1097 | 3010 | 2647 | 2766 | 2427 | 2389 | 2211 | 2095 |

Население села Ютаза в 2011 году составляло 2215 человек.

### Национальный состав
Национальный состав села — татары.
Согласно результатам переписи 2002 года, в национальной структуре населения татары составляли 83 % из 2211 человек.

## Экономика
Полеводство, молочное скотоводство; АО «Ютазинский элеватор».

## Инфраструктура
В селе действуют:
- профессиональное училище №124
- средняя школа
- дом культуры
- две библиотеки
- врачебная амбулатория

## Транспорт
Железнодорожная станция на линии Ульяновск — Уфа.

## Религия
Мечеть, медресе.